# Doctor Francisco Romero Lobo
Doctor Francisco Romero Lobo est l'une des cinq paroisses civiles de la municipalité de San Cristóbal dans l'État de Táchira au Venezuela. Sa capitale est Macanillo.